# Kölsch

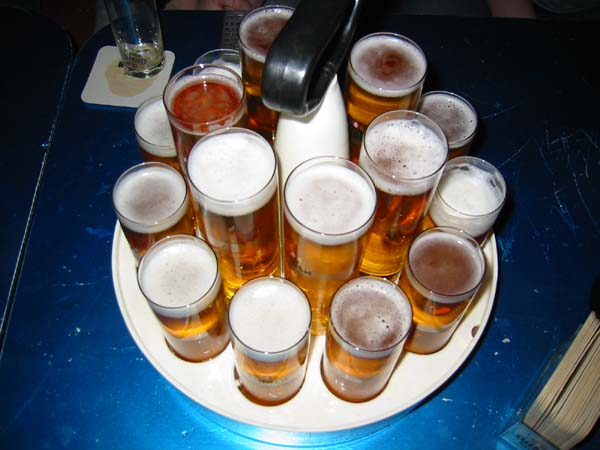
En bricka (Kranz) med Kölsch

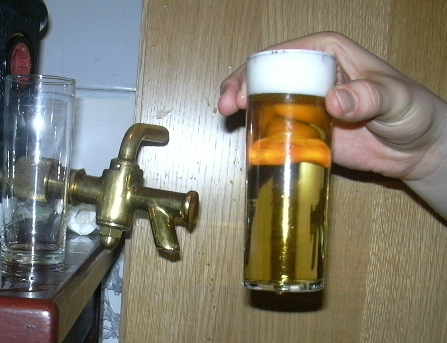
Nyupptappad Kölsch i det karaktäristiska glas som används för detta öl (Kölner Stange)

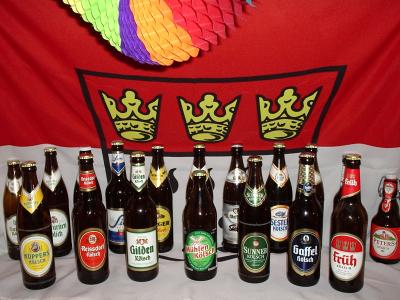
Olika kölschsorters flaskor

Kölsch är en form av öl som bryggs i och omkring Köln, Tyskland.
Kölsch är ljust öl, överjäst som ale, men påminner i smak och färg mycket om ljus lager. Det finns omkring 30 slags Kölsch i Köln. De "stora tre" ("großen Drei") är Reissdorf, Gaffel och Früh.
Kölsch är även beteckningen på den dialekt som talas i Köln med förorter.